# Brit Air

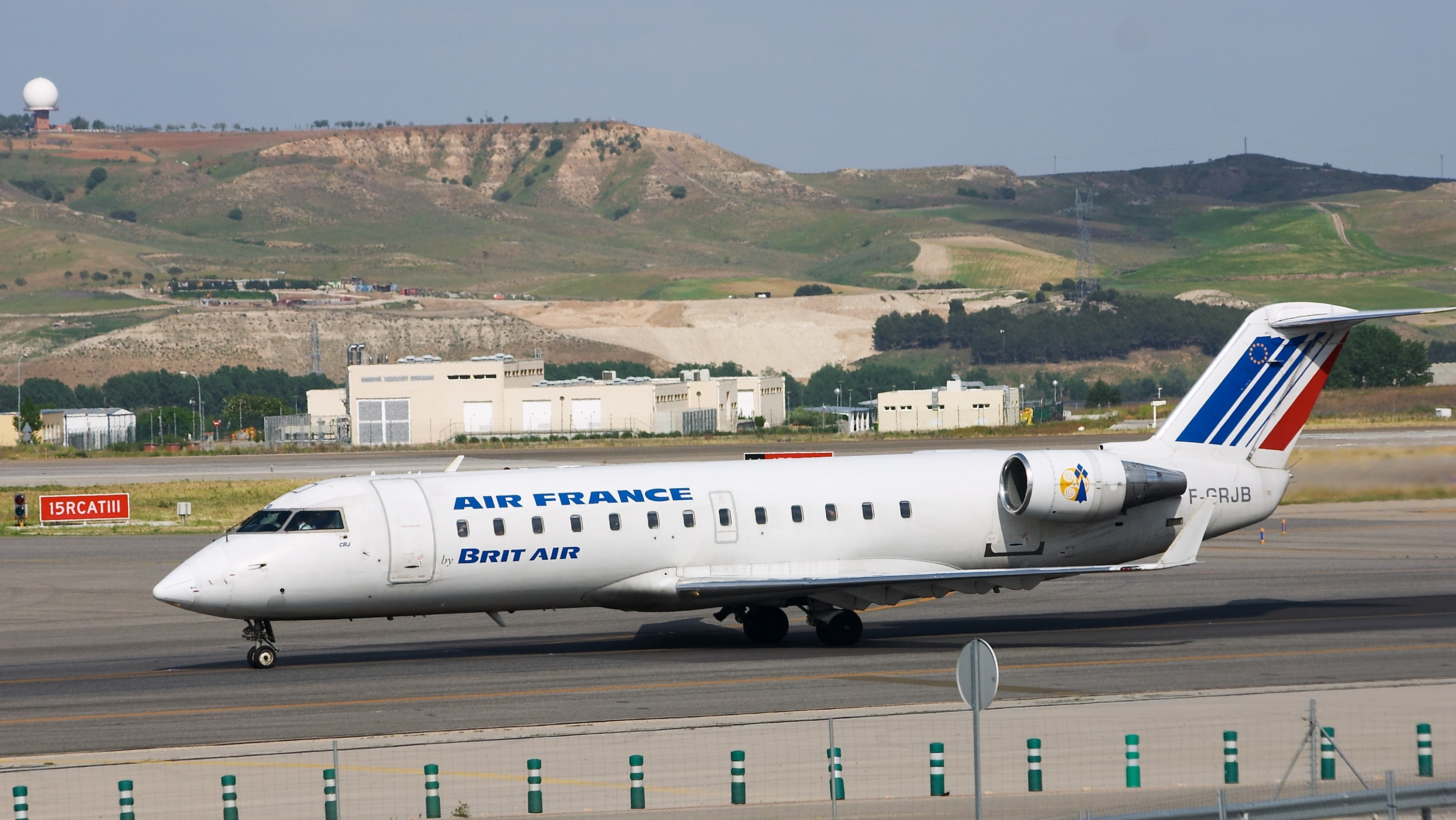
Canadair Regional Jet CRJ-100ER.

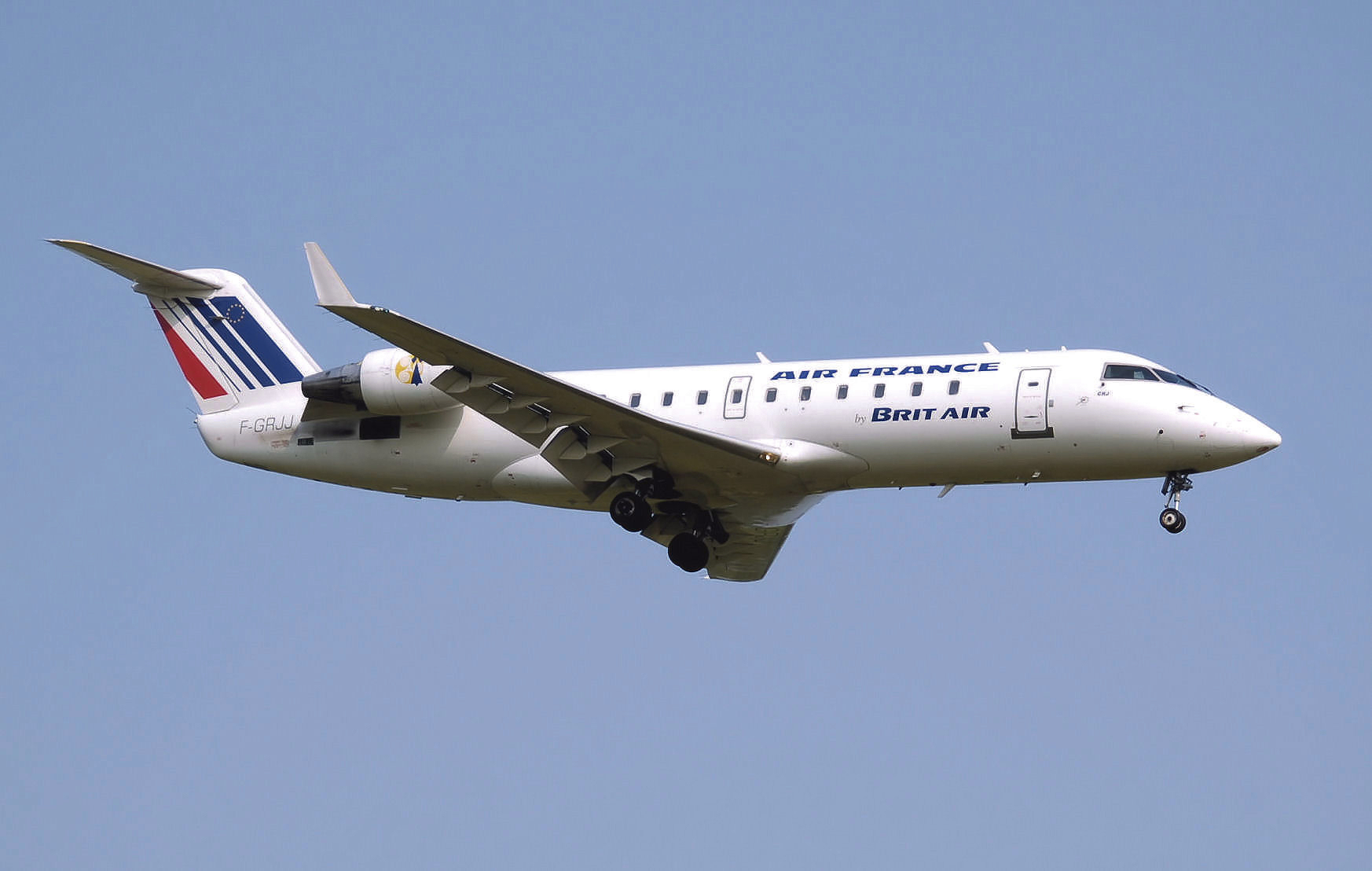
Canadair Regional Jet CRJ-100.

Brit Air fue una aerolínea regional con base en Morlaix, Bretaña, Francia, que operaba servicios regulares como filial de Air France. Su sede estaba en Morlaix, y sus principales hubs eran el aeropuerto de Lyon-Saint Exupéry, el aeropuerto de París-Orly y el aeropuerto de París-Charles de Gaulle.
El 31 de marzo del 2013, la aerolínea se fusionó con Airlinair y Régional para formar HOP!, una nueva aerolínea regional subsidiaria de Air France. 

## Historia
Esta aerolínea se fundó en 1973 pero no comenzó sus operaciones hasta 1975. Fue fundada para proporcionar servicio a ejecutivos de negocio del oeste de Francia, e introduciendo posteriormente, en 1979, vuelos regulares al aeropuerto de Londres-Gatwick. 
El 1 de diciembre de 1995, Brit Air firmó un acuerdo, para operar como franquicia de Air France, compañía de bandera francesa. Sin embargo, en octubre de 2000, pasó a ser una subsidiaria más de Air France. Actualmente da empleo a unas 1260 personas; incluyendo a su cuerpo directivo.
El 31 de marzo del 2013, la aerolínea se fusionó con Airlinair y Régional para formar HOP!, una nueva aerolínea regional subsidiaria de Air France.

## Antiguos destinos

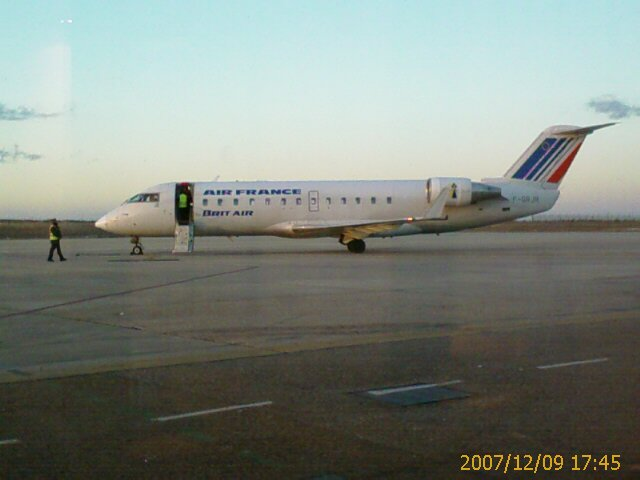
CRJ100 de Brit Air (Air France Regional) estacionado en el aeropuerto de Valladolid.

En marzo de 2013, Brit Air operaba vuelos regulares a los siguientes destinos:
| Países          | Destinos    | Aeropuertos                                    | Notas |
| --------------- | ----------- | ---------------------------------------------- | ----- |
| Alemania        | Düsseldorf  | Aeropuerto Internacional de Düsseldorf         |       |
| Alemania        | Hamburgo    | Aeropuerto de Hamburgo                         |       |
| Croacia         | Zagreb      | Aeropuerto de Zagreb-Franjo Tuđman             |       |
| Dinamarca       | Copenhague  | Aeropuerto de Copenhague-Kastrup               |       |
| España          | Barcelona   | Aeropuerto Josep Tarradellas Barcelona-El Prat |       |
| España          | Bilbao      | Aeropuerto de Bilbao                           |       |
| Francia         | Brest       | Aeropuerto de Brest-Bretagne                   |       |
| Francia         | Caen        | Aeropuerto de Caen-Carpiquet                   |       |
| Francia         | Estrasburgo | Aeropuerto de Estrasburgo                      |       |
| Francia         | Limoges     | Aeropuerto de Limoges                          |       |
| Francia         | Lorient     | Aeropuerto de Lorient-Bretaña Sur              |       |
| Francia         | Lourdes     | Aeropuerto de Tarbes-Lourdes-Pirineos          |       |
| Francia         | Lyon        | Aeropuerto de Lyon-Saint Exupéry               | HUB   |
| Francia         | Marsella    | Aeropuerto de Marsella-Provenza                |       |
| Francia         | Montpellier | Aeropuerto de Montpellier-Méditerranée         |       |
| Francia         | Nantes      | Aeropuerto de Nantes Atlantique                |       |
| Francia         | Niza        | Aeropuerto Int. de Niza-Costa Azul             |       |
| Francia         | París       | Aeropuerto de París-Charles de Gaulle          | HUB   |
| Francia         | París       | Aeropuerto de París-Orly                       | HUB   |
| Francia         | Quimper     | Aeropuerto de Quimper-Bretaña                  |       |
| Francia         | Rennes      | Aeropuerto de Rennes Saint-Jacques             |       |
| Francia         | Rodez       | Aeropuerto de Rodez-Marcillac                  |       |
| Francia         | Toulouse    | Aeropuerto de Toulouse-Blagnac                 |       |
| Italia          | Florencia   | Aeropuerto de Florencia                        |       |
| Italia          | Génova      | Aeropuerto de Génova                           |       |
| Italia          | Roma        | Aeropuerto de Roma-Fiumicino                   |       |
| República Checa | Praga       | Aeropuerto de Praga                            |       |

## Flota histórica
La flota de Brit Air, estuvo compuesta por las siguientes aeronaves:
| Aeronaves                   | Total | Introducido | Retirado | Matrículas |
| --------------------------- | ----- | ----------- | -------- | --- |
| ATR 42                      | 17    | 1986        | 2004     | F-GHPZ, F-GHPS, F-GDXL (rrg. F-GLIA), F-GHME (rrg. F-GLIB), F-GFJP, F-GGLR, F-GFJH, F-GHJE, F-GHPX, EI-CIQ, EI-BXS, EI-BYO, F-GHPI, F-GHPK, F-GKNB, F-GHPY y F-GKNH                     |
| ATR 72                      | 2     | 1991        | 2003     | F-GHPU y F-GHPV |
| Bombardier CRJ-100          | 23    | 1995        | 2013     | F-GPTA, F-GRJA, F-GRJB, F-GRJC, F-GRJD, F-GRJE, F-GRJF, F-GRJG, F-GRJI, F-GRJH, F-GPTB, F-GRJJ, F-GPTF, F-GRJK, F-GRJL, F-GRJM, F-GRJN, F-GRJO, F-GRJP, F-GRJQ, F-GRJR, F-GRJS y F-GRJT |
| Bombardier CRJ-700          | 15    | 2001        | 2013     | F-GRZA, F-GRZB, F-GRZC, F-GRZD, F-GRZE, F-GRZF, F-GRZG, F-GRZH, F-GRZI, F-GRZJ, F-GRZK, F-GRZL, F-GRZM, F-GRZN y F-GRZO                                                                 |
| Bombardier CRJ-900          | 2     | 2010        | 2011     | F-HDTB y F-HDTA |
| Bombardier CRJ-1000         | 13    | 2011        | 2013     | F-HMLA, F-HMLC, F-HMLD, F-HMLE, F-HMLF, F-HMLG, F-HMLH, F-HMLI, F-HMLJ, F-HMLK, F-HMLL, F-HMLM y F-HMLN                                                                                 |
| Embraer EMB 110 Bandeirante | 3     | 1978        | 1993     | F-GBGA, F-GBMG y F-GBLE |
| Fairchild Hiller FH-227     | 1     | 1986        | 1987     | F-GCPU |
| Fokker 100                  | 14    | 1999        | 2013     | F-GPXM, F-GPXJ, F-GPXK, F-GPXF, F-GKHD, F-GKHE, F-GPXG, F-GPXH, F-GPXA, F-GPXB, F-GPXC, F-GPXD, F-GPXE y F-GPXI                                                                         |
| Fokker F27 Friendship       | 2     | 1983        | 1989     | F-BPNG y F-BPNI |
| Piper PA-31 Navajo          | 1     | c. 1979     | 1989     | F-BTMU |
| Piper PA-23 Aztec           | 2     | 1979        | 1987     | F-BTGK y F-BUTF |
| Robin HR100 Safari          | 1     | 1975        | 2018     | F-BXRL |
| Saab 340                    | 6     | 1987        | 1997     | F-GFBZ, F-GHDB, F-GHMK, F-GHMJ, F-GHMI y F-GELG |
| Socata TB-20 Trinidad       | 1     | 1984        | 2018     | F-GENB |

## Incidentes y accidentes
- El 22 de junio de 2003, El vuelo 5672 de Brit Air procedente de Nantes y con destino Brest se estrelló a 2.3 millas (unos 4 km) del comienzo de la pista cuando intentaba aterrizar en el aeropuerto de Brest. El piloto del avión fue el único muerto.